# Weeford
Weeford – wieś w Anglii, w hrabstwie Staffordshire, w dystrykcie Lichfield. Leży 30 km na południowy wschód od miasta Stafford i 169 km na północny zachód od Londynu. Miejscowość liczy 202 mieszkańców.